# S:ta Britas kapell

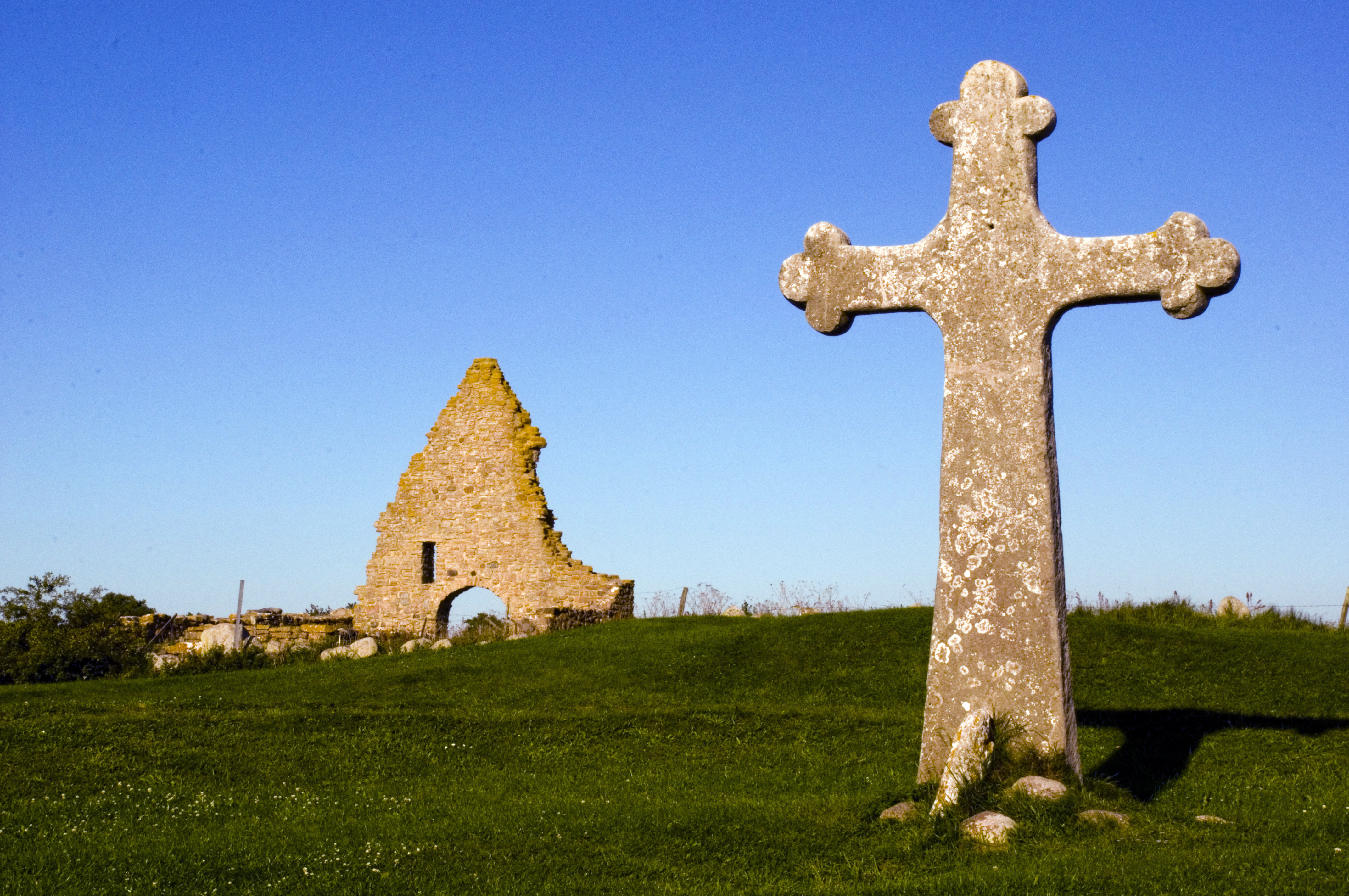
S:ta Britas kapell

S:ta Britas kapell är en kyrkoruin på Kapelludden i Bredsättra socken på Öland. Kapellet låg vid den medeltida handelsplatsen Sikavarp. Det byggdes troligen under början eller mitten av 1200-talet och övergavs senast vid mitten av 1500-talet, varefter det förföll. Kapellet bestod av ett kor med sakristia och ett långhus, murade av kalksten. Kyrkobyggnaden var en av de största från medeltiden på Öland.
Långhusets östra gavel samt rester av sidomurarna återstår i dag av kapellet. Efter att den västra långhusgaveln rasat i en storm 1915 konserverades ruinen två år senare och sedan åter 1929, 1980 och 2007.
Invid kapellet finns en brunn och ett 3,3 meter högt stenkors.
Kapellet hade en funktion för den intilliggande handelsplatsen. Det var troligen uppkallat efter S:ta Brigida av Kildare, men kulten kopplades senare till den heliga Birgitta.
Kapellet har undersökts vid några tillfällen, bland annat 1979, och man har då funnit lämningar såväl som fynd som kommer från kyrkan. Fynd av enstaka flintavslag visar att platsen eventuellt var bebodd redan under stenåldern eller bronsåldern. Fönsterglas, krukskärvor, spik, taktegel och obrända ben från medeltiden har hittats vid utgrävningarna. Det har också anträffats mer vardagliga föremål, exempelvis en islägg, en bultlåsnyckel av järn, nålar av ben och koppar, en vikt av bly samt en sönderfallen medeltida kulknapp. Bland benmaterialet har man funnit ben från fågel, får eller getter, häst, nötkreatur, svin, hare, råtta, fisk, knubbsäl, vessla, hund och människa.